# Arthur Silbergleit

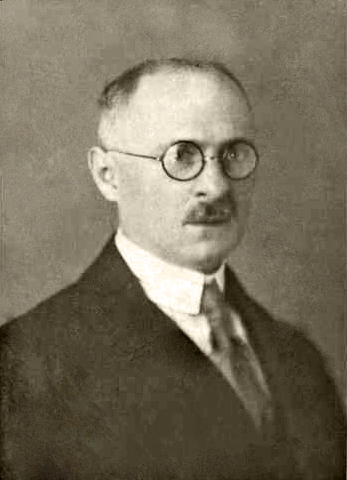
Arthur Silbergleit

Arthur Silbergleit (geboren 26. Mai 1881 in Gleiwitz in Oberschlesien; gestorben nach 13. März 1943 im Konzentrationslager Auschwitz) war ein deutscher Lyriker und Erzähler.

## Leben

### Jugend
Arthur Silbergleit kam am 26. Mai 1881 in Gleiwitz als Sohn einer traditionell-jüdischen Patrizierfamilie zur Welt. Seinen Vater schildert er in einem Lebensrückblick als Multitalent: „Photograph, Maler, Dichter, Erfinder, Besitzer zahlreicher Patente, großes Weltkind und Prophet einer neuen Zeit“.
Seine Geschwister waren Max Silbergleit, der als Kaufmann in Gleiwitz blieb, Helene, die in Breslau den Rabbiner James Krakauer heiratete, und Charlotte, die mit Salomon Getz verheiratet war. Während Arthur Silbergleits Vater eines natürlichen Todes starb, fielen seine Mutter, die in den 1930er-Jahren in einem Blindenheim lebte, und alle ihre Kinder dem Holocaust zum Opfer; lediglich Charlottes Sohn Heinz-Zwi Getz überlebte.
Silbergleit besuchte das Königliche Katholische Gymnasium seiner Heimatstadt und absolvierte anschließend eine Lehre im Breslauer Bankhaus Heimann. Erste Gedichte, die Silbergleit auf Wechsel- und Quittungsformulare schrieb, erschienen später in expressionistischen Zeitschriften wie in Franz Pfemferts Aktion und in Herwarth Waldens Der Sturm. Silbergleits Lyrik ist dem Expressionismus allerdings weniger verpflichtet als der jüdischen Glaubenswelt seines Elternhauses und der katholischen Mystik.
Sein Freund Erwin Magnus führte ihn im Verein Breslauer Dichterschule ein, wo er durch Paul Barsch, Marie Muthreich und Paul Keller gefördert wurde. In diesem Kreis wurde Silbergleit 1905 mit Walter Meckauer bekannt, später mit Paul Mühsam, die beide der Breslauer Dichterschule angehörten.
Ende 1907 gab Silbergleit die ungeliebte Kaufmannsstellung auf und siedelte nach Berlin über, wo er Hilfsredakteur der Zeitschrift Ost und West. Illustrierte Monatsschrift für Modernes Judentum wurde.

### Lyriker, Ehrungen
Als Lyriker bewunderte Silbergleit die Werke von Hugo von Hofmannsthal und Paul Verlaine; den Übersetzer der letzteren, Stefan Zweig, zählte er zu seinen besten Freunden.
Im Ersten Weltkrieg meldete sich Silbergleit freiwillig als Krankenpfleger und kam nach Russland, erkrankte selbst und kehrte nach neunmonatigem Lazarettaufenthalt nach Berlin zurück. Er erhielt im April 1918 die Rote-Kreuz-Medaille Dritter Klasse verliehen. Eindrücke aus dieser Zeit finden sich in seinen ersten Gedichtbänden Flandern und Die Balalaika.
Nach dem Krieg entstand der Gedichtzyklus Orpheus mit 600 Gedichten, der erst zu seinem 50. Geburtstag in Auszügen gedruckt werden konnte und den Gertrud Isolani als sein „herrlichstes Werk“ bezeichnete. 1919 wurde Silbergleit vom Breslauer Volksrat eingeladen, in der Ausstellung für Kultur und Arbeit in Oberschlesien aus seinen Werken zu lesen. Die Vortragsreise führte ihn auch nach Beuthen, Königshütte, Oppeln und zuvor schon nach Posen.
Für die Legende Die Magd erhielt Silbergleit den Ehrenpreis der Stadt Köln; die Sektion Dichtung der Preußischen Akademie der Künste verlieh ihm am 9. Oktober 1931 eine Ehrengabe. Eine Dozentur an der Berliner Lessing-Hochschule stellte ihn ab 1925 für einige Jahre von Existenznöten frei. Ab 1931 erhielt er eine Zuwendung der Schillerstiftung.

### Ehe und letzte Jahre
Anfang der 1930er-Jahre lernte Silbergleit Gertrud Michler (1884–1979) aus Guben in der Niederlausitz kennen und heiratete sie am 15. Mai 1933. Die Ehe mit einer Nichtjüdin bewahrte ihn in den ersten Jahren des Dritten Reiches vor den schlimmsten Repressionen.
Gertrud Silbergleit sorgte auch mit ihrem kleinen Gehalt für die materielle Existenz des Ehepaars, während ein 1936 abgeschlossenes Manuskript ihres Mannes, Der Leuchter. Roman eines Glückshelden, in Deutschland nicht mehr verlegt werden konnte. Zwei Operationen an der Lunge konnte er nur mit finanzieller Unterstützung von Stefan Zweig durchführen lassen.
Mehrere Versuche von emigrierten Freunden führten endlich zur Erteilung eines Affidavits für die Vereinigten Staaten. Doch die Ausreise scheiterte an einer offenen Lungentuberkulose, an der Silbergleit seit 1936 litt. Friederike Zweig gelang es nicht, eine Zwischen-Aufenthaltsgenehmigung für Frankreich für ihn zu erwirken.
Am 3. März 1943 wurde der fast völlig erblindete Dichter in seiner Berliner Wohnung in der Ansbacher Straße 25 von der Gestapo abgeholt. Die sogenannte „Mischehe“ schützte ihn nun nicht mehr vor der Deportation; nach zehntägiger Haft wurde Silbergleit mit einem Sammeltransport nach Auschwitz gebracht.
Horst Bienek hat Arthur Silbergleit in seinem Roman Septemberlicht, dem zweiten Band seiner Tetralogie Gleiwitzer Kindheit, ein Denkmal gesetzt.

## Werke

### Veröffentlichungen
- Flandern. Wagner, Innsbruck o. J. [1916]
- Polen. Cyklus. Hrsg. von der Vereinigung Künstlerdank (Clauß-Rochs-Stiftung). Eigenbrödler-Verlag, Berlin o. J. [1918]
- Das Füllhorn Gottes. Pastelle. Hesperiden-Verlag, Berlin-Steglitz 1919
- Die Magd. Eine Legende. Mit handkolorierten Lithographien von Erich Büttner. Hrsg. von der Vereinigung Künstlerdank (Clauß-Rochs-Stiftung), Berlin 1919.
- Dass., Mit zwölf handkolorierten Lithographien von Ernst Zoberbier. Eigenbrödler-Verlag, Berlin 1919; dass. auch Gottschalk, Berlin o. J. [1919]; Neuveröffentlichung 1923
- Der verlorene Sohn. Mit 4 Holzschnitten v. Eugen Ludwig Gattermann. Eigenbrödler-Verlag, Berlin o. J. [1920]
- Die Balalaika. Ein Versreigen. Mit 8 Lithographien von Hermann Struck. Hrsg. von der Vereinigung Künstlerdank (Clauß-Rochs-Stiftung). Eigenbrödlerverlag, Berlin o. J. [1920]
- Das Farbenfest. Mosaik-Verlag, Berlin 1922
- Bajazzo Herbst. Illustriert mit 4 Tafeln von A. Kölblin. Drei-Kegel-Verlag, Berlin 1928
- Orpheus. Zum 50. Geburtstag des Dichters am 26. Mai 1931 Arthur Silbergleit. Kartell lyrischer Autoren, Berlin-Wilmersdorf 1931
- Der ewige Tag. Gedichte. Hrsg. von der Künstlerhilfe der Jüdischen Gemeinde zu Berlin. Levy, Berlin, 1935
- Dass., Faksimile-Druck der Ausgabe Berlin 1935. Neu hrsg. mit einem Nachwort von Horst Bienek. Verlag europäische Ideen, Berlin 1978, ISBN 3-921572-21-5
- Arthur Silbergleit (= Poesiealbum 327), Lyrikauswahl von Martin A. Völker, Grafik von Franz Peters. Märkischer Verlag Wilhelmshorst 2016, ISBN 978-3-943708-27-1.

### Buchbeiträge
- Wilhelm Müller-Rüdersdorf (Hrsg.): Der Schlesierbaum. Eine Dichterlese vom 13. Jahrhundert bis zur Gegenwart. Bd. 1: Das Buch der schlesischen Versdichtung. Verlagsanstalt Görlitzer Nachrichten und Anzeiger, Görlitz 1922
- Geleitwort zu: Hugo Rochs: Aus vergangenen Tagen. Erzählungen aus dem Leben eines Obergeneralarztes. W. Röwer, Berlin 1923
- Beitrag in Gerhard Zwerenz / Ralph Giordano: Terrorismus oder Demokratie? VVA, Berlin 1978 (Europäische Ideen, Bd. 40)

### Mitarbeit an Periodika
- Die Aktion. Zeitschrift für freiheitliche Politik und Literatur
- Bimini. Ein buntes Blatt für Kunst, Literatur und Leben
- Das Blaubuch. Wochenschrift für öffentliches Leben, Literatur und Kunst
- Die Flöte
- Die Gäste. Eine Halbmonatsschrift für die Künste
- Jüdischer Almanach
- Jugend. Münchner Illustrierte Wochenschrift für Kunst und Leben
- Die junge Kunst
- Kothurn. Halbmonatsschrift für Literatur, Theater und Kunst
- März. Eine Wochenschrift
- Morgen. Wochenschrift für deutsche Kultur
- Neue Revue
- Ost und West. Illustrierte Monatsschrift für Modernes Judentum
- Der Osten. Literarische Monatsschrift der „Breslauer Dichterschule“
- Phaeton. Monatsschrift für Lyrik
- Die Rheinlande. Monatsschrift für deutsche Art und Kunst
- Der Sturm. Wochenschrift für Kultur und die Künste
- Westermanns Monatshefte
- Wieland. Deutsche Wochenschrift für Kunst und Literatur